# 陈瑛 (中将)
陈瑛（1919年—2004年），山东章丘人，中国人民解放军将领、中国人民解放军中将。
1988年，授予中国人民解放军中将，曾任国防大学副政治委员。